# Municipio de North Whitakers
El municipio de North Whitakers (en inglés: North Whitakers Township) es un municipio ubicado en el  condado de Nash en el estado estadounidense de Carolina del Norte. En el año 2010 tenía una población de 2.471 habitantes.

## Geografía
El municipio de North Whitakers se encuentra ubicado en las coordenadas 36°6′28.55″N 77°46′42.92″O / 36.1079306, -77.7785889.